# 西條久美子
西條 久美子（さいじょう くみこ、1964年4月13日 - ）は、日本の女優、声優、ナレーター。神奈川県出身。東京俳優生活協同組合所属。
俳協養成所11期生。

## 人物
身長157cm。体重68kg。
趣味はテニス。

## 出演作品

### テレビ
- NNNニュースプラス1（ナレーション）
- とんねるずのみなさんのおかげでした（ナレーション）
- 藤沢周平を読む（ナレーション）
- 日本のシンドラー杉原千畝物語 六千人の命のビザ（2005年）

### 特撮
- 仮面ライダークウガ（2000年） - ズ・メビオ・ダの声
- スーパー戦隊シリーズ
  - 忍風戦隊ハリケンジャー（2002年） - 母親
  - 爆竜戦隊アバレンジャー（2003年） - 母親

### 舞台
- ちゃきん
- 近藤勇を斬った男
- ON AIR
- 横須賀ドブ坂物語
- 奥様お手をどうぞ
- あの日たち
- ミュージカル 安寿と厨子王
- ミュージカル 走れメロス

### ドラマCD
- ズッコケ三人組の未来報告　オリジナル・アルバム - モーちゃん、荒井陽子